# Захидов, Абдулла Захидович
Абдулла Захидович Захидов (1910—1977) — советский учёный и педагог, гигиенист, доктор медицинских наук, профессор, член-корреспондент АМН СССР (1971). Заслуженный деятель науки и техники Узбекской ССР (1963) и Заслуженный деятель науки и техники ККАССР (1965).

## Биография
Родился 12 июля 1910 года в Ташкенте. 
С 1928 по 1933 год обучался в Ташкентском медицинском институте. с 1933 по 1936 год проходил обучение в аспирантуре этого института. С 1936 по 1939 год на педагогической работе в Ташкентском медицинском институте в должности ассистента кафедры инфекционных болезней. С 1939 по 1946 год служил в рядах РККА в качестве военного врача, участвовал в Великой Отечественной войне.
С 1946 по 1950 и с 1967 по 1977 год на научно-педагогической работе в Ташкентском медицинском институте в должностях: с 1946 по 1949 год — декан санитарно-гигиенического факультета и одновременно — доцент кафедры общей гигиены, с 1949 по 1960 год — заведующий кафедрой коммунальной гигиены, с 1967 по 1977 год — заведующий кафедрой общей и радиационной гигиены. 
С 1950 по 1967 год — директор НИИ санитарии, гигиены и профзаболеваний.

### Научно-педагогическая деятельность
Основная научно-педагогическая деятельность А. З. Захидова была связана с вопросами в области санитарной охраны водоёмов и гигиены водоснабжения в условиях климатической жары. С 1967 года  А. З. Захидов являлся членом Президиума Узбекского и с 1972 года — Всесоюзного научного общества гигиенистов.
В 1938 году защитил кандидатскую диссертацию, в 1966 году за совокупность работ по коммунальной и общей гигиене ему присуждена учёная степень доктор медицинских наук, в 1967 году получил учёное звание профессор. В 1971 году он был избран член-корреспондентом АМН СССР. Под руководством А. З. Захидова было написано около ста двадцати научных работ, в том числе монографий, при его участии и под его руководством было подготовлено 26 докторских и кандидатских диссертаций. А. З. Захидов являлся  редактором редакционного отдела «Общая и коммунальная гигиена»  третьего издания Большой медицинской энциклопедии.
Скончался 9 марта 1977 года в Ташкенте.

## Награды
- Орден Трудового Красного Знамени
- Заслуженный деятель науки и техники Узбекской ССР
- Заслуженный деятель науки и техники ККАССР
- Три Грамоты Президиума Верховного Совета Узбекской и Таджикской ССР